# 瓯剧
瓯剧，为中国戏曲剧种之一，又称作温州乱弹，流行于温州及其周边地区。舞台语言为温州官话，丑角则用温州方言。主要伴奏乐器有笛子、板胡等。代表剧目有《佛灵寺》、《贩马记》、《陈州擂》、《玉麒麝》、《昆山县令》、《玉簪记》等。